# Optima Büromaschinenwerk Erfurt

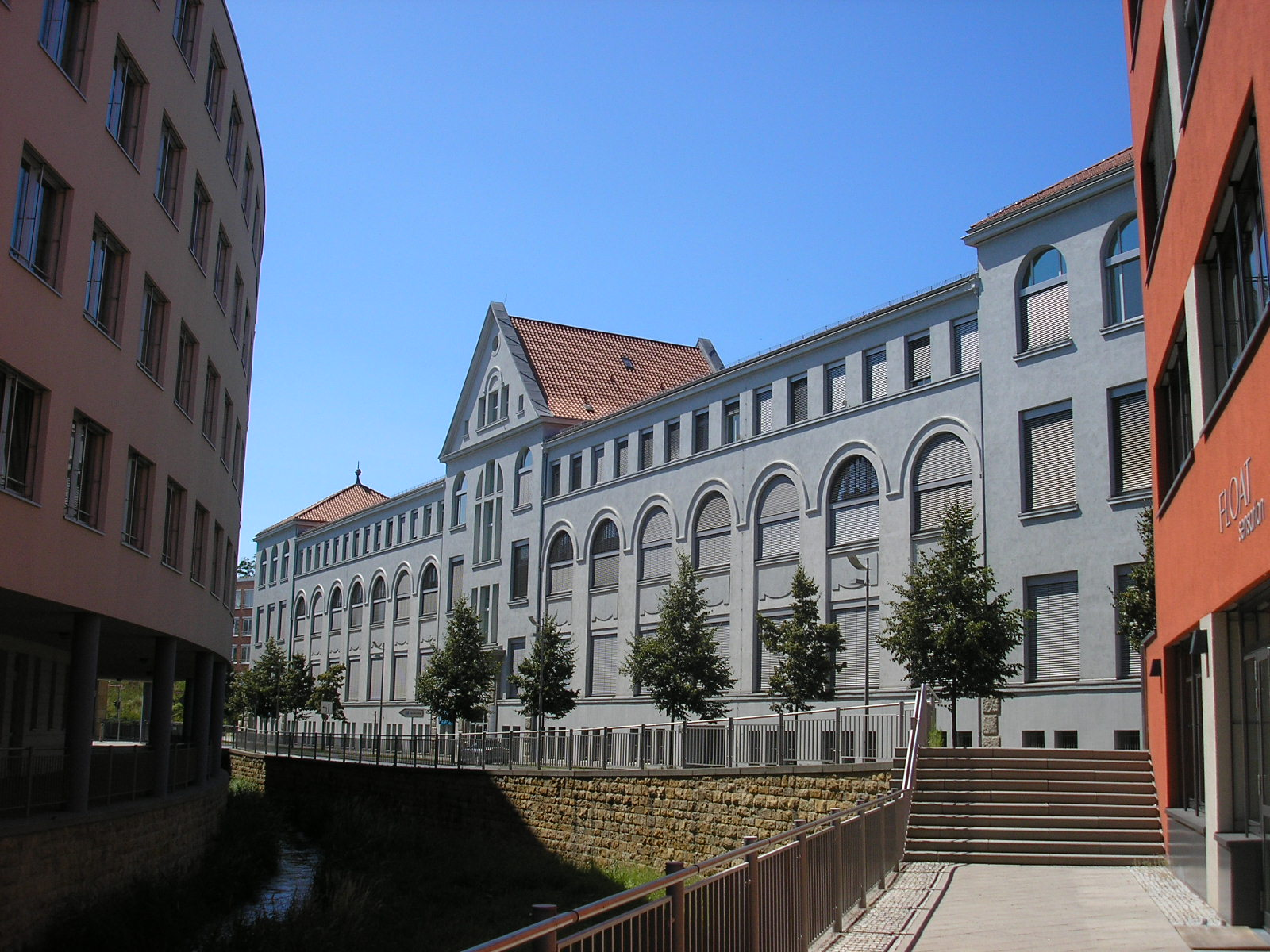
Eines der erhaltenen Werksgebäude im Brühl in Erfurt

Das Optima Büromaschinenwerk Erfurt war ein bedeutender Betrieb der Metallindustrie in Erfurt.

## Geschichte
Das Optima Büromaschinenwerk Erfurt ging auf die im Jahr 1862 gegründete Erfurter Königlich Preußische Gewehrfabrik zurück, die nach dem Ersten Weltkrieg gemäß dem Versailler Vertrag ihre Produktion auf zivile Produkte wie Schreibmaschinen umstellen musste.
Am 11. Oktober 1919 wurde das Unternehmen in ein Reichswerk überführt und später Teil der Deutsche Werke A.G. Berlin. 1923 beteiligte sich die AEG zu 50 % an der neuen Deutsche-Werke-Schreibmaschinengesellschaft mbH, um diese 1929 vollständig zu übernehmen. In Erfurt wurde daraufhin unter der Firma Europa Schreibmaschinen Werke AG die Zeigerschreibmaschine Mignon produziert. Es folgten die Filia, Elite und Progreß. Nach der Einführung der Kleinschreibmaschine Olympia wurde 1937 der Name des Unternehmens in Olympia Büromaschinen Werke AG geändert. Im Zweiten Weltkrieg erfolgte erneut eine Produktionsumstellung auf Gewehre. Am 12. April 1945 brannte das Werk nach Artilleriebeschuss in großen Teilen aus.

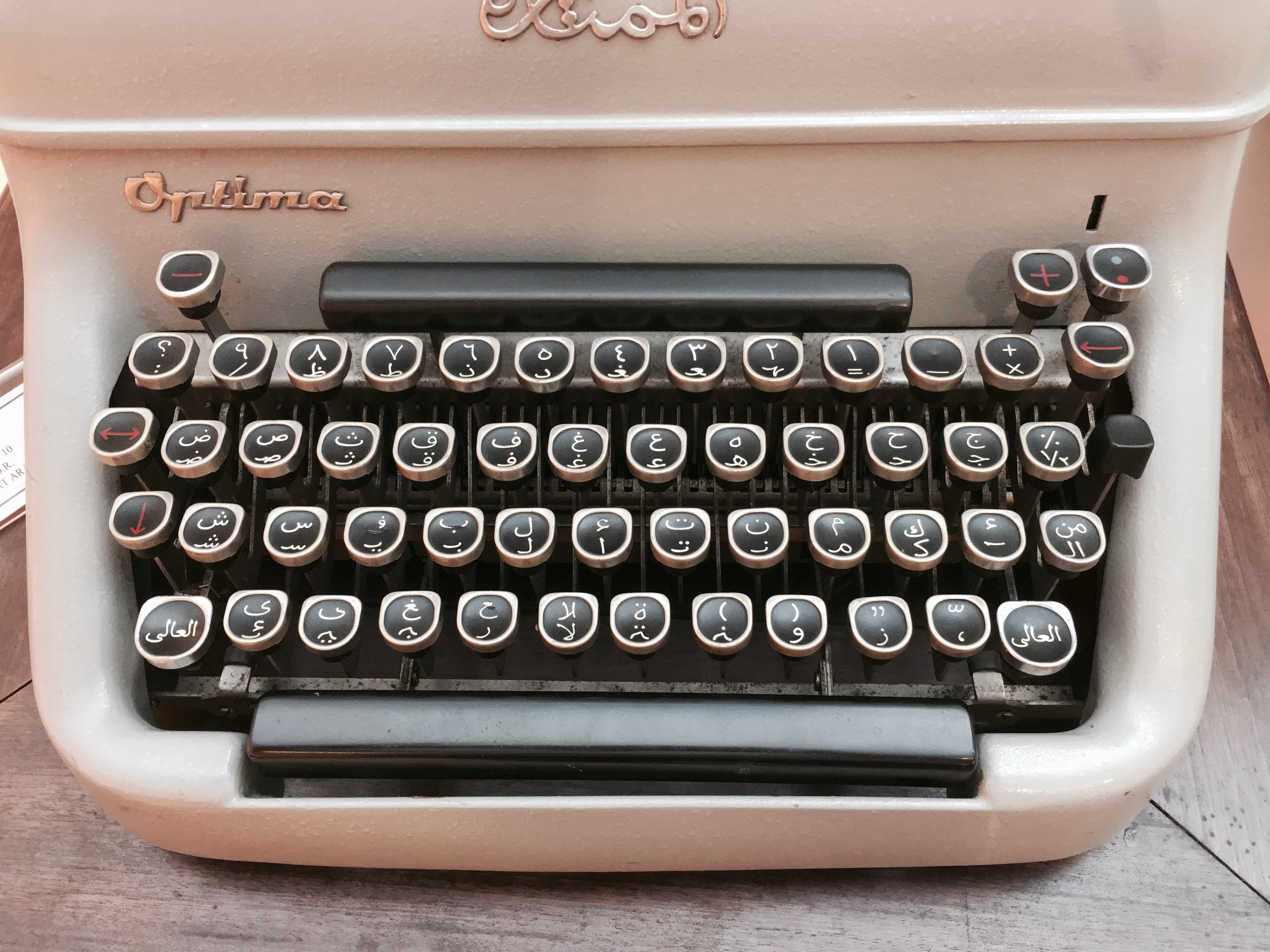

1946 wurden die Olympia Büromaschinen Werke in eine Sowjetische Aktiengesellschaft (SAG) umgewandelt, aber bereits 1950 als VEB Olympia Büromaschinenwerk Erfurt in deutsche Verwaltung übergeben. Der Betrieb verlor anschließend einen Rechtsstreit am Internationalen Gerichtshof in Den Haag gegen die Olympia-Werke AG in Wilhelmshaven, die von ehemaligen, nach Westdeutschland geflohenen Mitarbeitern gegründet worden war. Sowohl der Firmenname wurde, in Anlehnung an die Schriftklasse Optima, in VEB Optima Büromaschinenwerk geändert, als auch der Name der Schreibmaschinen von Olympia in Optima. Der Betrieb, der in den 1960er-Jahren etwa 6900 Beschäftigte hatte, wurde ab 1. Januar 1978 Teil des Kombinates Robotron und dementsprechend in VEB Robotron-Optima Büromaschinenwerk Erfurt (OBE) umbenannt.

## Nachfolgeunternehmen
Im Zuge der Auflösung des Kombinates wurde 1991 die Robotron Optima GmbH gegründet. Nachdem die Privatisierungsbemühungen der Treuhandanstalt nicht erfolgreich waren, wurde 1992 im Management-Buy-out die Optima Bürotechnik GmbH geschaffen, die mit 250 Beschäftigten in einem Neubau in Peterborn wieder Schreibmaschinen produzierte. Ein Vierteljahrhundert nach der Schwestergesellschaft Olympia-Werke AG in Wilhelmshaven musste aber auch dieses Unternehmen im Jahre 1999 die Produktion einstellen und Insolvenz anmelden.
Am 18. Januar 2000 wurde das Unternehmen Optima Schreibmaschinenwerk Erfurt mit 18 Mitarbeitern gegründet. Dieses Unternehmen baute bis März 2004 elektronische Schreibmaschinen der Reihe SP. Auch dieser Betrieb musste in Insolvenz gehen. Die Produktion der Schreibmaschinen wurde nach Mexiko verkauft.
Von 2004 bis 2006 gab es die Optima Vertriebs GmbH mit drei Mitarbeitern. Dieser Betrieb kaufte Schreibmaschinen aus Mexiko, programmierte und beschriftete die Tastaturen in der entsprechenden Sprache. Diese Maschinen wurden hauptsächlich exportiert.